# سیل‌بند تریمو
سیل‌بند تریمو (به انگلیسی: Trimmu Barrage) یک سد در پاکستان است.